# Almaceda
Almaceda is een plaats (freguesia) in de Portugese gemeente Castelo Branco en telt 943 inwoners (2001).